# Allmän linjär grupp
Den allmänna linjära gruppen av ordning {\displaystyle n}, betecknad GL(n) eller GLn, är inom matematiken en av de s.k. klassiska Lie-grupperna. {\displaystyle GL(n)} är den mest fundamentala av dessa, i bemärkelsen att den är gruppen som erhålls vid avlägsnandet av alla krav utom själva gruppaxiomen i sig — d.v.s. att det ska finnas en associativ kompositionsregel sådan att elementmängden är sluten under denna regel, ett enhetselement m.a.p. kompositionsregeln, samt att varje element ska ha en invers m.a.p. enhetselementet.
{\displaystyle GL(n)} är även en algebraisk grupp, d.v.s. en grupp som också är en algebraisk varietet. 

## Representationsteori
Representerad av matriser, över någon kropp {\displaystyle \mathbb {K} }, består gruppen av alla inverterbara {\displaystyle n\times n}-matriser, under kompositionsregeln matrismultiplikation. Om den aktuella kroppen {\displaystyle \mathbb {K} } inte är underförstådd utifrån sammanhanget betecknas det vanligtvis explicit som {\displaystyle GL(n,\mathbb {K} )} eller {\displaystyle GL_{n}(\mathbb {K} )}. Formellt har vi således definitionen
{\displaystyle GL(n,\mathbb {K} )={\big (}\{M\in \mathbb {K} ^{n\times n}\,|\,\det(M)\neq 0\},\,\cdot \,{\big )}}
där {\displaystyle \,\cdot \,} betecknar matrismultiplikationen.
Verkande på ett {\displaystyle n}-dimensionellt {\displaystyle \mathbb {K} }-vektorrum {\displaystyle V} utgör {\displaystyle GL(n)} gruppen av automorfier på {\displaystyle V}, och betecknas då alternativt {\displaystyle GL(V)} eller {\displaystyle Aut(V)}.
Viktiga undergrupper till {\displaystyle GL(n)} är den speciella linjära gruppen {\displaystyle SL(n)}, bestående av alla {\displaystyle GL(n)}-element med  determinant 1, samt den ortogonala gruppen {\displaystyle O(n)}, bestående av alla {\displaystyle GL(n)}-element {\displaystyle g} som uppfyller {\displaystyle g^{t}=g^{-1}}.